# موختین
موختین (به چکی: Mochtín) یک منطقهٔ مسکونی در جمهوری چک است که در ناحیه کلاتووی واقع شده‌است. موختین ۲۳٫۹۶ کیلومتر مربع مساحت و ۹۳۶ نفر جمعیت دارد و ۴۵۰ متر بالاتر از سطح دریا واقع شده‌است.